# 天益当旧址
天益当旧址，位于山西省长治市襄垣县城内东街（古韩镇），是一组典型的清代晋东南商业金融建筑群，现存前后两进院落。民国二十六年（1937年）11月，中共襄垣县工委在东街天益当正式成立，对外称八路军工作团，并确定工作方针、任务等。
2016年6月6日，中共襄垣县工委成立大会旧址公布为第五批山西省文物保护单位，编号5-155。